# Jukamenszkoje
Jukamenszkoje (oroszul: Юкаменское) falu Oroszországban, Udmurtföldön, a Jukamenszkojei járás székhelye. 
Lakossága: 4104 fő (a 2010. évi népszámláláskor).
A járás területének alig negyedét borítja erdő, jelentősebb ásványi kincsei nincsenek.  Udmurtföld északnyugati részén, Izsevszktől 153 km-re, a Lekma és a Jukamenka folyók találkozásánál helyezkedik el. A legközelebbi vasútállomás 42 km-re északkeletre, Glazovban van. A köztársasági fővárossal és Glazovval naponta induló autóbuszjáratok kötik össze.
A település nevét az építendő templomra vonatkozó egyházi irat említi először 1791-ben. A fatemplom helyett téglából emelt templomot 1837-re építették fel, a szovjet hatalom idején lebontották. 
1991-ben a településen népművészeti múzeum nyílt. 1876-ban fából emelt épülete műemlék.